# Гроза, Дмитрий Дмитриевич
Дмитрий Дмитриевич Гроза  (1927 — ?) — дояр колхоза имени Ворошилова Флорештского района Молдавской ССР. Герой Социалистического Труда (15.02.1957).

## Биография
Родился в 1927 году в селе Фрумушика Сорокского уезда губернаторства Бессарабия Румынии, ныне — Флорештского района Молдавии. Из крестьянской семьи. Молдаванин.
С 1940 года жил в Молдавской ССР, вошедшей в состав Советского Союза. В период Великой Отечественной войны пережил немецко-румынскую оккупацию (1941—1944).
В 1947—1952 годах проходил срочную службу в Советской Армии.
После увольнения в запас вернулся в родное село, где стал работать в колхозе «Прогресс» Флорештского района сперва скотником, а затем дояром. Будучи способным и инициативным работником, показывал пример трудолюбия, добросовестно относился к своим обязанностям. Постоянно изучая и внедряя опыт других передовых животноводов, он и сам стал из года в год добиваться высоких показателей.
Д. Д. Гроза явился инициатором социалистического соревнования за выполнение повышенных обязательств по производству в республике молока и с честью их выполнял. В 1960 году правление и партийная организация колхоза поручили ему руководство фермой крупного рогатого скота. На ферме постоянно внедрялись достижения науки и передовой практики, правильно применялись зоотехнические приёмы ухода за животными, благодаря чему из года в году увеличивалась продуктивность скота, снижалась себестоимость одного центнера мяса. Ферма по праву считалась одной из лучших во Флорештском районе.
Указом Президиума Верховного Совета СССР от 15 февраля 1957 года за выдающиеся успехи, достигнутые в деле подъёма всех отраслей сельского хозяйства, широкое применение достижений науки и передового опыта в сельскохозяйственном производстве, получение высоких урожаев сельскохозяйственных культур и повышение продуктивности общественного животноводства Грозе Дмитрию Дмитриевичу присвоено звание Героя Социалистического Труда с вручением ордена Ленина и золотой медали «Серп и Молот».
В дальнейшем продолжал трудиться в сельском хозяйстве. По итогам восьмой пятилетки (1966—1970) награждён орденом Октябрьской Революции.
Депутат Верховного Совета Молдавской ССР 8-го созыва (1971—1975). Член КПСС, делегат IX (1960) и XIII (1971) съездов Компартии Молдавии. Избирался членом Флорештского райкома Компартии Молдавии и бюро партийной организации колхоза, депутатом Флорештского районного и Фрумушикского сельского Советов депутатов трудящихся (с 1977 года — народных депутатов).
Впоследствии переехал в Ростовскую область. Сведений о дальнейшей судьбе нет.

## Награды
- Золотая медаль «Серп и Молот»(15.02.1957)
- Орден Ленина (15.02.1957)
- Орден Октябрьской Революции (08.04.1971)
- Медаль «В ознаменование 100-летия со дня рождения Владимира Ильича Ленина» (6 апреля 1970)
- Медаль «За трудовое отличие»
- Медаль «Ветеран труда»
- медалями ВДНХ СССР:

## Память
- На могиле установлен надгробный памятник